# Chocolate Milk
Chocolate Milk foi uma banda americana de funk e soul vinda de New Orleans, Louisiana, ativa nos anos 1970 e começo dos anos 1980.

## Biografia
O Chocolate Milk foi formado em 1974 em New Orleans, Louisiana após o surgimento de bandas como Kool & the Gang e Earth, Wind & Fire. A banda com oito componentes incluía o cantor principal Frank Richard, o saxofonista Amadee Castenell, o trompetista Joseph Fox, o guitarrista  Mario Tio, o baixista Earnest Dabon, o pianista Robert Dabon e o baterista Dewight Richards. A banda também trabalhou como banda de estúdio para o compositor e produtor musical Allen Toussaint, após os The Meters atuarem como banda de Toussaint. O Chocolate Milk serviu como banda de apoio para Toussaint em apresentações ao vivo e no álbum New Orleans Jazz and Heritage Festival (1976), e também gravaram coom Paul McCartney. A banda então assinou com a RCA Records.
O primeiro de seus oito álbuns lançados pela RCA foi Action Speaks Louder Than Words, um álbum com uma mensagem política. A faixa título, "Action Speaks Louder Than Words" (1975), tem um break beat que tem sido sampleado inúmeras vezes no hip hop, incluindo "Move The Crowd" do álbum de 1987 Paid in Full de Eric B. & Rakim e "Don't Let Your Mouth Write A Check Your Ass Can't Cash" (1991) de  Stetsasonic.. Também "Girl Callin'" foi sampleada por WC and the Maad Circle na canção "The One".
A banda se tornou conhecida por "Action Speaks Louder Than Words" e outras canções de sucesso: "Girl Callin'" (1978), "Say Won't Cha" (1979) e "I'm Your Radio" (1980). A banda também era conhecida por sua versatilidade de estilos musicais, incluindo posteriormente elementos de disco, especialmente no sucesso de 1981, "Blue Jeans" que atingiu o número quinze na parada de soul. O Chocolate Milk encerrou suas atividades em 1983 devido à diminuição da popularidade da disco, inúmeros mudanças de músicos e trocas de produtores após se separarem de Toussaint em 1980.

## Discografia

### Álbuns
- Action Speaks Louder Than Words (1975), RCA
- Chocolate Milk (1976), RCA
- Comin'" (1977), RCA
- We're All In This Together' (1978), RCA
- Milky Way (1979), RCA
- Hipnotism (1980), RCA
- Blue Jeans (1982), RCA
- Friction (1982), RCA

### Coletâneas
- Ice Cold Funk: The Greatest Grooves of Chocolate Milk (1998), Razor & Tie
- Best of Chocolate Milk (2002), Camden